# 匈牙利圣冠

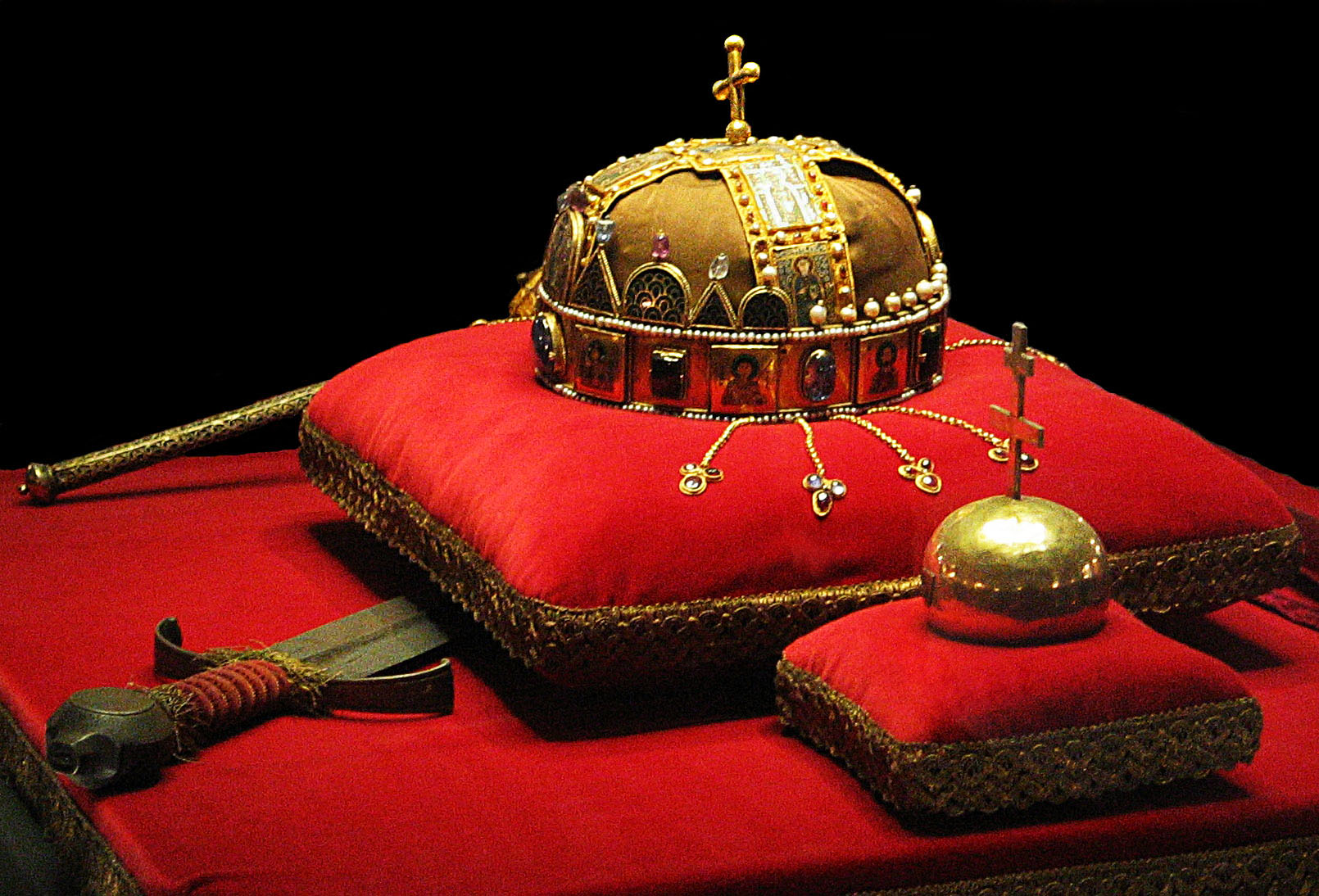
陈列于匈牙利国民议会的匈牙利圣冠

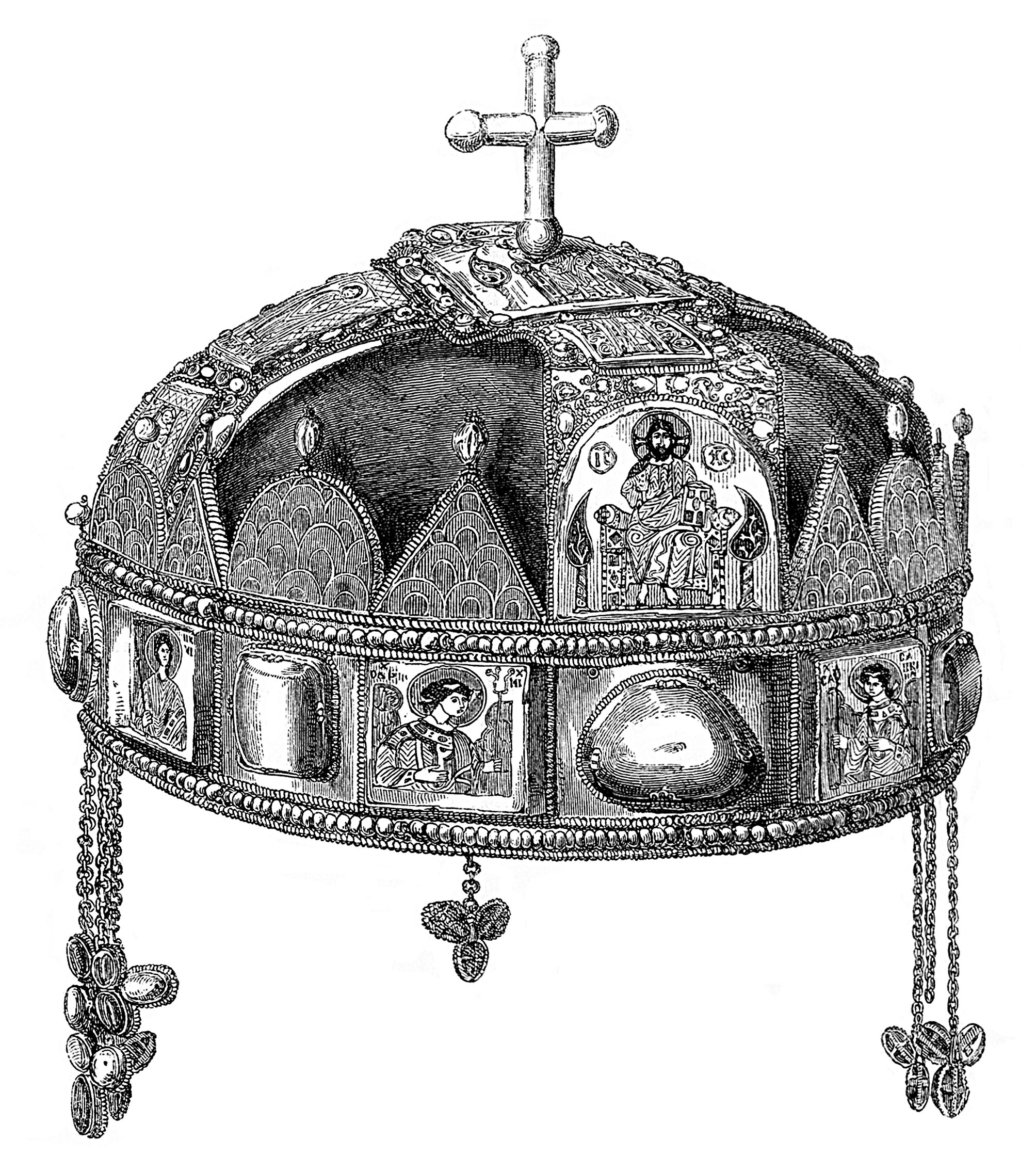
匈牙利圣冠的素描（1857年）

匈牙利圣冠（匈牙利語：Szent Korona，又称圣伊什特万王冠、圣史蒂芬王冠）是匈牙利国王的王冠，为匈牙利国家的象征。由拉丁王冠和希腊王冠所組成。历代匈牙利的国王加冕时都要戴上这顶王冠，以证明其合法性。现行的匈牙利国徽上也有此王冠。
最初的王冠由教宗西尔维斯特二世于公元1000年赠与伊什特万一世，称为“拉丁王冠”。1038年，伊什特万一世去世。1083年，伊什特万一世被罗马教会封为“圣徒”，加冕所用的王冠则被称为“圣冠”。1074年，拜占庭帝國皇帝米海爾七世杜卡斯赠送给蓋薩一世另一顶王冠，史称“希腊王冠”。后貝拉三世将两顶王冠合二为一，上部为拉丁王冠，下部为希腊王冠。 王冠顶端十字架被碰歪的原因说法不一，有说法称，这是取放王冠时不小心，把十字架给碰歪；另有传说称，王冠装殓盒子後，十字架给压歪；还有传说，小偷盗窃王冠时，十字架给摔歪。多数人认为，歪斜的十字架反映了匈牙利的命运多舛，是历史发展曲折多变的见证，还是以维持现状为好，不必恢复原位。1918年，第一次世界大战结束，奥匈帝国解体，匈牙利宣布独立，成立共和国。从此，王冠失去加冕作用，作为“国家政治文物”封存。二战末期，箭十字党将王冠带往奥地利，被美军缴获。后美国人将王冠送往肯塔基州诺克斯堡的美国国家金库收藏。 1977年，在时任匈牙利社会主义工人党第一书记卡达尔·亚诺什的游说下，时任美国总统吉米·卡特决定归还王冠。1978年1月6日，美国国务卿赛勒斯·万斯专程护送王冠，归还匈牙利。王冠被送到匈牙利国家历史博物馆展出和收藏。1990年7月，新建立的匈牙利国会决定采用新国徽，将王冠置于盾章国徽顶端最醒目的位置。2000年1月1日，在博物馆存放二十二年之后，王冠和权杖、王球、宝剑等一并搬迁到匈牙利国会大厦，陈列在其穹顶大厅中。